# Öffnungsvertrag

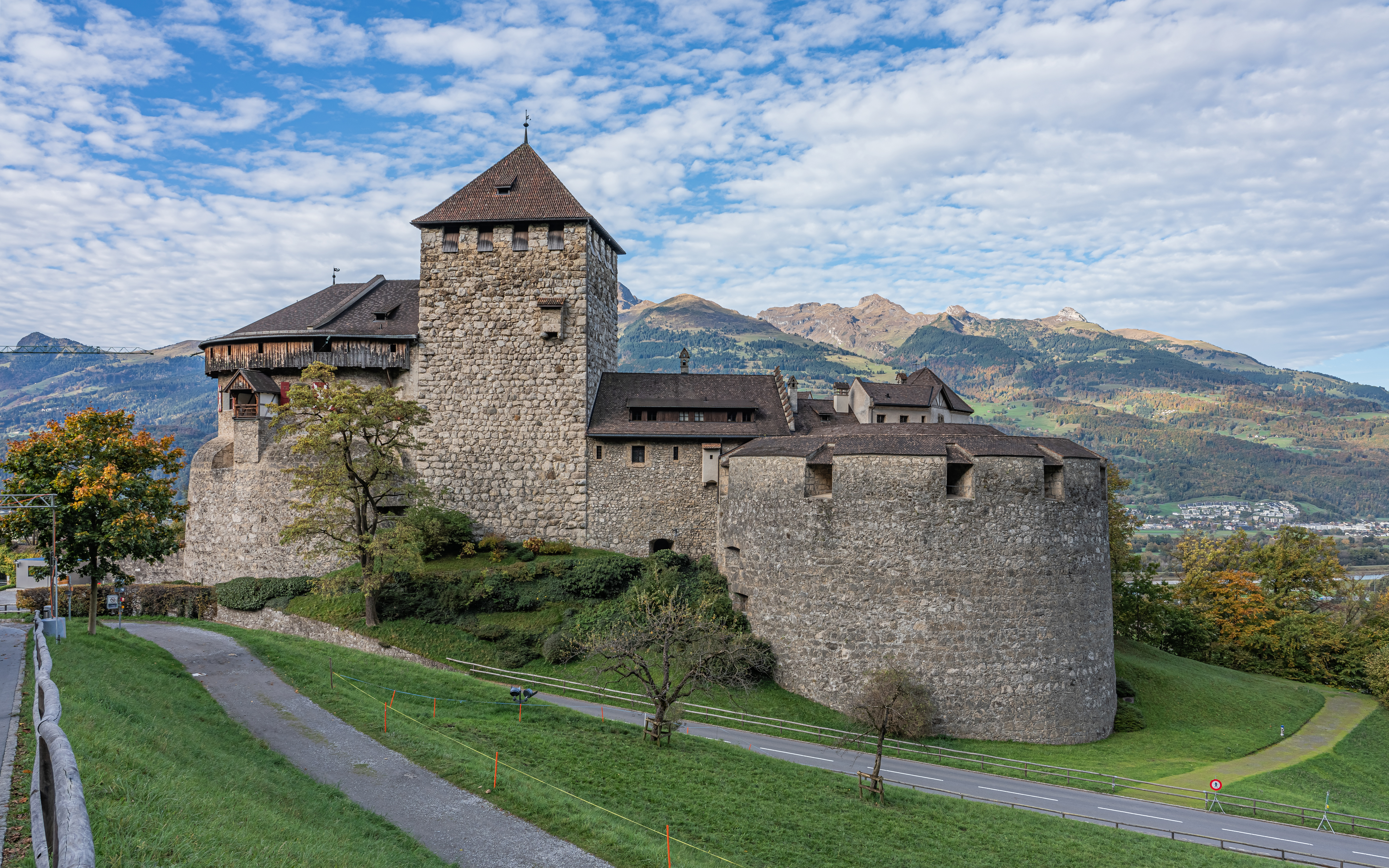
1499 wurde die Festung Vaduz von den Eidgenossen in Brand gesteckt. Ludwig von Brandis wurde gefangen genommen. Ab 1505 war das Schloss eine Festung im Verteidigungssystem der Habsburger.

Öffnungsvertrag wird ein Vertrag genannt, der am 2. Mai 1505 zwischen dem Freiherrn Ludwig von Brandis und dem deutschen König Maximilian I. abgeschlossen wurde. Der Vertrag regelte die Verteidigung des Gebiets des heutigen Fürstentums Liechtenstein. Die Habsburger übernahmen die Verteidigung der Grafschaft Vaduz und der Herrschaft Schellenberg im Oberrheintal. Der Vertrag war eine Folge des Schwaben- oder Schweizerkrieges 1499, wo weite Teile der Herrschaften Vaduz, Schellenberg und Maienfeld von Eidgenössischen und Bündner Truppen verwüstet worden waren. Im Krieg war die Festung Vaduz niedergebrannt worden. Dabei geriet Ludwig von Brandis in eidgenössische Gefangenschaft und wurde erst nach dem Krieg aufgrund eines Beschlusses der Tagsatzung wieder freigelassen. Auch Ludwigs Bruder Sigmund versuchte einen Öffnungs- und Erbschirmvertrag mit Habsburg abzuschliessen. Sigmund war der Herrscher über Maienfeld, ein Gebiet, das die Freiherren von Brandis 1438 erworben hatten. Doch der Abschluss dieses Vertrages scheiterte am Widerstand der Bündner, da Maienfeld seit 1436 Mitglied des Zehngerichtebunds war, eines der Drei Bünde. Nach dem Scheitern dieses Schutz-Vertrages verkauften die Herren von Brandis Maienfeld an die Bündner. Habsburg fürchtete einen weiteren Krieg mit diesen, und die Herren von Brandis benötigten Geld.
Der Vertrag regelte den Wiederaufbau der Festung Vaduz und die Bereitstellung von Truppen zur Verteidigung der Gebiete der Freiherren von Brandis im Oberrheintal durch Habsburg. Die Herren von Brandis verpflichteten sich, jährlich 200 Gulden an die Habsburger zu bezahlen. 1510 verkaufte der letzte Vertreter der ursprünglich aus Bern kommenden Herren von Brandis, Johannes von Brandis, Vaduz, Schellenberg und Blumenegg an die Grafen von Sulz. Diese übernahmen den Vertrag und zahlten weiterhin jährlich 200 Gulden an die Habsburger. 1613 mussten die Grafen von Sulz die Gebiete aus Geldnot an die Grafen von Hohenems verkaufen. Die Hohenemser planten einen eigenen Pufferstaat zwischen Österreich und der Schweiz entlang des Rheins zu errichten und stellten die Zahlungen 1616 ein.
Der Vertrag stoppte die Eidgenössische Expansion nach Osten. Durch den Vertrag entstand die Schweizer-Liechtensteiner Grenze, wie wir sie heute kennen. Nach dem Schwabenkrieg verhielten sich die Eidgenossen neutral. Sie und die Bündner expandierten stattdessen Richtung Süden und Westen.